# Hârsova
Hârsova – wieś w Rumunii, w okręgu Vaslui, w gminie Delești. W 2011 roku liczyła 530 mieszkańców.